# رودخانه کائوتو
رودخانه کائوتو (به انگلیسی: Cauto River) رودخانه‌ای  است که در کوبا جریان دارد.